# قدرت عادت
قدرت عادت؛ چرایی کارهایی که انجام می‌دهیم، در زندگی و کسب‌وکار (به انگلیسی: The Power of Habit) نام کتابی است که توسط چارلز دوهیگ در سال ۲۰۱۲ توسط رندوم هاوس منتشر شد. این کتاب که در زمینه نحوه شکل‌گیری عادت‌ها و تغییرات آن است و به بررسی علمی پیرامون این موضوع می‌پردازد. این کتاب در فهرست پرفروش‌ترین‌های نیویورک تایمز، آمازون و یواس‌ای تودی قرار گرفت.

## نسخه فارسی
این کتاب در ایران توسط انتشارات نشر نوین و همچنین نشر هورمزد در سال ۱۳۹۲ ترجمه و منتشر شده‌است.

## فهرست
- بخش اول: عادات افراد
- فصل اول: چرخهٔ عادات
- چگونگی عملکرد عادات
- فصل دوم: مغز محتاج
- چگونگی به‌وجودآوردن عادات جدید
- فصل سوم: قاعدهٔ طلایی تغییر عادات
- چرا تغییرات صورت می‌پذیرند؟
- قوانین طلایی تغییر عادت
- عادات چگونه تغییر می‌کنند؟
- بخش دوم: عادات سازمانی موفق
- فصل اول: عادات اساسی یا سرود پاول اُنِیل
- کدام عادات از اهمیت بیشتری برخوردارند؟
- فصل دوم: شرکت استارباکس و عادت موفقیت
- هنگامی که اراده خودکار می‌شود
- فصل سوم: قدرت بحران
- مدیران چگونه از طریق حوادث عادت ایجاد می‌کنند؟
- فصل چهارم: شرکت تارگت چگونه از پیش می‌داند که شما چه چیزی را می‌خواهید؟
- شرکت‌ها عادات را پیشگویی می‌کنند
- بخش سوم: عادات جوامع
- فصل اول: تحریم اتوبوس‌رانی مونتگومری
- جنبش‌ها چگونه شکل می‌گیرند؟
- فصل دوم: عصب‌شناسی اختیار
- آیا ما مسئول عاداتمان هستیم؟
- پیوست
- راهنمایی خواننده برای استفاده از این نظریه‌ها

## توضیحات کتاب
این اثر به سه بخش مختلف تقسیم شده است. بخش اول به موضوع شکل‌گیری عادت‌ها در زندگی افراد اختصاص دارد. در این بخش، عصب‌شناسی شکل‌گیری عادت، روش‌های ساختن عادت‌های جدید، تغییر عادت‌های قدیمی و راهکارهای مختلف برای این فرایند مورد بررسی قرار می‌گیرند. به عنوان مثال، تبدیل مسواک زدن از یک امر غیرعادی و عجیب به یک اولویت ملی در دستور کار قرار گرفته است.

## بخش اول
در بخش اول این اثر، توضیح داده می‌شود که چگونه شرکت پروکتر اند گمبل با بهره‌گیری از الگوهای عادتی مشتریان، موفق شد یک اسپری خوش‌بو کننده هوا به نام فیبریز را به یک تجارت میلیارد دلاری تبدیل کند. همچنین، توضیح داده می‌شود که چگونه انجمن معتادان گمنام با حمله به عادت‌ها در اوج اعتیاد، توانست زندگی هزاران نفر را تغییر دهد. علاوه بر این، این بخش به بررسی نحوه‌ی تغییر سرنوشت تیم لیگ ملی فوتبال امریکا توسط مربی معروف، تونی دانگی، با تمرکز بر واکنش‌های خودکار بازیکنان به کلیدهای ظریف زمین بازی می‌پردازد.

## بخش دوم
در بخش دوم این اثر، تحت عنوان "عادت‌های شرکت‌ها و سازمان‌های موفق"، به بررسی جزئیات عملکرد مدیر شرکت آلکوا، پاول اونیل، پیش از تبدیل شدن به وزیر دارایی می‌پردازد. او با تمرکز بر یک عادت محوری، توانست این شرکت را از آستانه نابودی به صدر جدول "میانگین صنعتی داو جونز" برساند. همچنین، به بررسی نحوه استارباکس توانست با القا کردن عادت‌هایی که برای تقویت اراده طراحی شده بودند، یک دانش‌آموز ناکام را به یکی از مدیران برتر جهان تبدیل کند. در این بخش توضیح داده می‌شود که وقتی عادت‌های سازمانی در یک بیمارستان نادرست باشد، حتی بهترین جراحان نیز ممکن است اشتباهات جبران ناپذیر و مرگباری را ارتکاب کنند. همچنین، انتشارات فراهنر کتابی را به عنوان مغز فریبنده با برگرداننده محمد حبیبی تمیجانی منتشر کرده است که به طور انحصاری به بخش دوم این اثر می‌پردازد.

## بخش سوم
بخش سوم این اثر به بررسی عادت‌های جوامع می‌پردازد. در این بخش، توضیح داده می‌شود که چگونه مارتین لوترکینگ و جنبش‌های حقوق مدنی توانستند تا حدی با تغییر عادت‌های اجتماعی در مونتگومری آلاباما به پیروزی برسند. همچنین، نحوه ساخت بزرگ‌ترین کلیسای کشور در منطقه سدلبک کالیفرنیا توسط کشیشی جوان به نام ریک وارن نیز مورد بررسی قرار می‌گیرد. در انتهای این بخش، به سؤال‌های اخلاقی پیچیده‌تر پاسخ داده می‌شود. به عنوان مثال، اگر قاتلی در انگلستان بتواند ثابت کند این عادت‌هایش بوده است که او را وادار به قتل کرده‌اند، آیا باید او را آزاد کنند یا خیر. این بخش نیز به ترجمه فارسی شده با نام قانون طلایی تغییر عادت توسط محمد حبیبی متمیجانی در انتشارات فراهنر منتشر شده است.